# 앤 리처즈
도로시 앤 윌리스 리처즈(영어: Dorothy Ann Willis Richards, 1933년 9월 1일 ~ 2006년 9월 13일)는 미국의 정치인으로, 1991년부터 1995년까지 제45대 텍사스주지사를 지낸 바 있다. 1983년부터 1991년까지 텍사스주 재무장관을 지낸 그녀는 1988년 대선 민주당 전당대회에서 행한 연설로 전국적인 명성을 얻었다. 그녀는 여성주의 운동과 촌철살인의 유머로 유명했으나 1994년 주지사 선거에서 뒷날 대통령에 취임하는 조지 W. 부시에게 패해 재선에 실패하였다. 현재까지 텍사스 주에서 민주당이 배출한 주지사는 그녀가 마지막이다.

## 역대 선거 결과
| 선거명      | 직책명          | 대수 | 정당   | 득표율 | 득표수      | 결과 | 당락                   |
| ----------- | --------------- | ---- | ------ | ------ | ----------- | ---- | ---------------------- |
| 1982년 선거 | 텍사스 재무장관 | -대  | 민주당 | 60.76% | 1,833,781표 | 1위  | 텍사스주 재무장관 당선 |
| 1986년 선거 | 텍사스 재무장관 | -대  | 민주당 | 91.68% | 2,425,836표 | 1위  | 텍사스주 재무장관 당선 |
| 1990년 선거 | 텍사스 주지사   | 45대 | 민주당 | 49.47% | 1,925,670표 | 1위  | 텍사스 주지사 당선     |
| 1994년 선거 | 텍사스 주지사   | 46대 | 민주당 | 45.88% | 2,016,928표 | 2위  | 낙선                   |